# Antologias Star Wars
Star Wars Anthology Series (prt/bra: Antologias Star Wars) é o nome comercial de uma coletânea de produções cinematográficas integrantes da franquia midiática de ficção científica Star Wars, criada pelo cineasta estadunidense George Lucas na década de 1970. Estes filmes integram a franquia cinematográfica de Star Wars e estão relacionados à narrativa dos demais filmes, porém, destacam-se pela independência de seus enredos com relação às três trilogias da saga.
O projeto foi anunciado oficialmente durante a Star Wars Celebration, em abril de 2015, e desde então, dois filmes foram produzidos sob a supervisão geral de Kathleen Kennedy. Ambos os filmes, tratados como spin-off] da saga principal, abordam temáticas da era do Império Galáctico e estão cronologicamente situados entre a Trilogia "Prequela" e a Trilogia Original.
Apesar de não integrarem as três trilogias principais da "Saga Skywalker", ambos os filmes fazem parte do "Cânone de Star Wars" e se relacionam narrativamente com os demais filmes, séries televisivas e obras de ficção baseadas nos personagens originais.

## Filmes
| Título original              | Lançamento original | Direção        | Roteiro                    | Produção                                        | Distribuição        |
| ---------------------------- | --- | -------------- | -------------------------- | ----------------------------------------------- | ------------------- |
| Rogue One: A Star Wars Story | 16 de dezembro de 2016 | Gareth Edwards | Chris Weitz Tony Gilroy    | Kathleen Kennedy Allison Shearmur Simon Emanuel | Walt Disney Studios |
| Rogue One: A Star Wars Story | Enredo: O cientista Galen Erso (Mads Mikkelsen) é manipulado pelo Império Galáctico a conceber uma arma de guerra sem precedentes na história da galáxia. Décadas mais tarde, a sua filha, Jyn Erso (Felicity Jones), é recrutada pela Aliança Rebelde para liderar um grupo de rebeldes na missão de obter os planos de construção da Estrela da Morte. Erso se une ao piloto espacial Cassian Andor (Diego Luna) e o droide K-2SO (Alan Tudyk) e conta com o apoio do guerrilheiro Saw Guerrerra (Forest Whitaker). |                |                            |                                                 |                     |
| Solo: A Star Wars Story      | 10 de maio de 2018 | Ron Howard     | Lawrence Kasdan Jon Kasdan | Kathleen Kennedy Allison Shearmur Simon Emanuel | Walt Disney Studios |
| Solo: A Star Wars Story      | Enredo: Nos tempos da ascensão do Império Galáctico, o insubordinado Han Solo tenta sobreviver em meio à criminalidade de seu planeta local. Anos depois, Solo se alista na Frota Imperial buscando sentido para sua vida, mas acaba deserdando. Seu destino se encontra com o do wookie Chewbacca e com o contrabandista Lando Calrissian, com o quais forma uma amizade lendária. |                |                            |                                                 |                     |

## Concepção
Em outubro de 2012, a Walt Disney Studios concluiu seu processo de aquisição da Lucasfilm, empresa produtora fundada por George Lucas para a produção das duas primeiras trilogias de Star Wars. Meses mais tarde, Robert Iger, diretor-executivo da The Walt Disney Company, anunciou a intenção em produzir três novos filmes para a franquia além de expandir substancialmente o universo criativo da saga principal. 
Em setembro de 2013, a Disney anunciou que, em paralelo aos novos filmes da série, seriam produzidos vários spin-offs que abordariam personagens de narrativa autônoma e descentralizada, mas em contato narrativo com os personagens dos demais filmes da franquia.

## Produção

### Rogue One(2016)

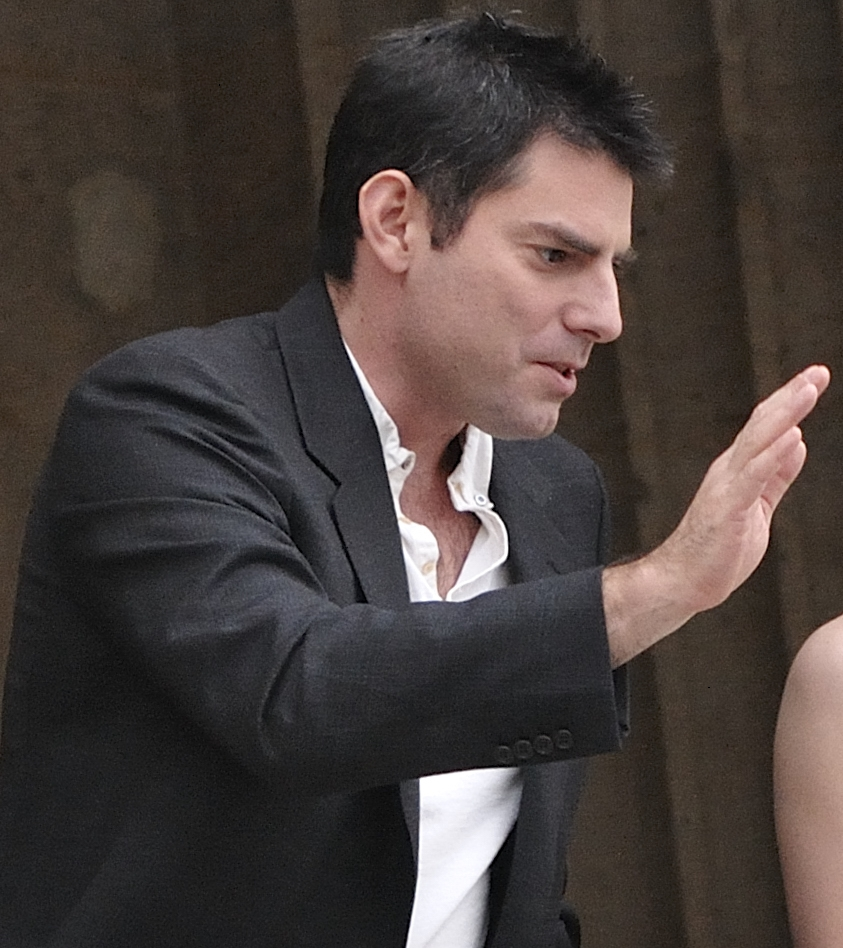
O cineasta Chris Weitz assumiu o roteiro de Rogue One após a saída de Gary Whitta.

Em fevereiro de 2013, Iger e Kathleen Kennedy, presidente da Lucasfilm, anunciaram através da emissora estadunidense CNBC o desenvolvimento de duas histórias antológicas até então sem título oficial e que contariam com a produção e roteiro de Simon Kinberg e Lawrence Kasdan, respectivamente. Pouco depois, foram confirmados que os filmes abordariam parte das histórias de origem de Han Solo e Boba Fett, ambos personagens da Trilogia Original. 
Em maio de 2014, a Lucasfilm confirmou Gareth Edwards como diretor do primeiro filme spin-off, intitulado Rogue One. Nos meses seguintes, Edwards iniciou a colaboração na escrita do roteiro com Gary Whitta. Em junho de 2014, a companhia anunciou que Josh Trank seria o diretor de um filme e que este que seria anunciado oficialmente na Star Wars Celebration em abril de 2015 junto com o filme Rogue One. No entanto, a apresentação de Frank foi cancelada e apenas Rogue One e Edwards foram anunciados pela empresa. Em janeiro de 2015, o roteirista Chris Weitz foi contratado para colaborar com o roteiro escrevendo um cenário alternativo. Após discordâncias com a proposta de Whitta e o subsequente desligamento deste último do projeto, Weitz assumiu os processos finais do roteiro.

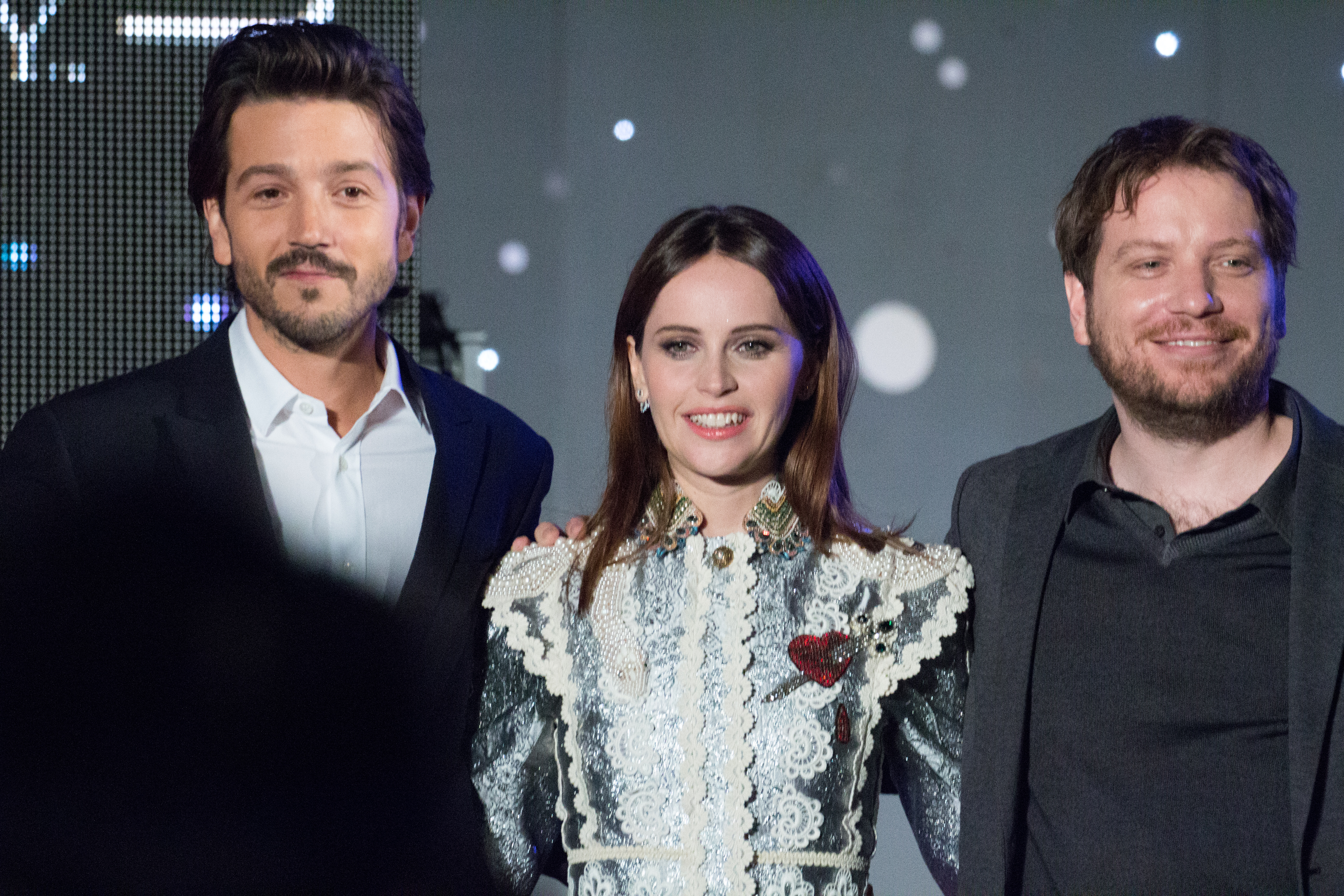
Os protagonistas Diego Luna e Felicity Jones e o diretor Gareth Edwards durante a première de Rogue One: A Star Wars Story, em 2016.

Em março de 2015, a Disney realizou novos anúncios sobre a produção do primeiro filme. Na ocasião, o filme foi oficialmente anunciado como Rogue One e Chris Weitz e Felicity Jones foram confirmados como roteirista principal e protagonista, respectivamente. A companhia também revelou que o filme seria inspirado num enredo originalmente concebido por John Knoll, diretor de criação da Industrial Light & Magic contratado para integrar a produção do filme juntamente com Simon Emanuel e Jason McGatlin. A produção geral ficaria a cargo de Kathleen Kennedy e Tony To. 
Nos meses seguintes, Kennedy anunciou que os filmes spin-off seriam parte de uma narrativa intitulada Star Wars Anthologies de forma que os personagens não estivessem presos à narrativa dos filmes anteriores. Em meados de 2015, Trank se desligou do projeto de um filme sobre Boba Fett enquanto os atores Ben Mendelsohn, Ahmed Best e Diego Luna foram apresentados como novos integrantes do elenco ao lado de Jones. Com a conclusão do processo de seleção de elenco e a finalização do roteiro, Rogue One começou a ser filmado em agosto de 2015 em North London. Algumas cenas adicionais foram filmadas no Atol Laamu, nas Maldivas, como também na Islândia e Jordânia. 

### Solo(2018)

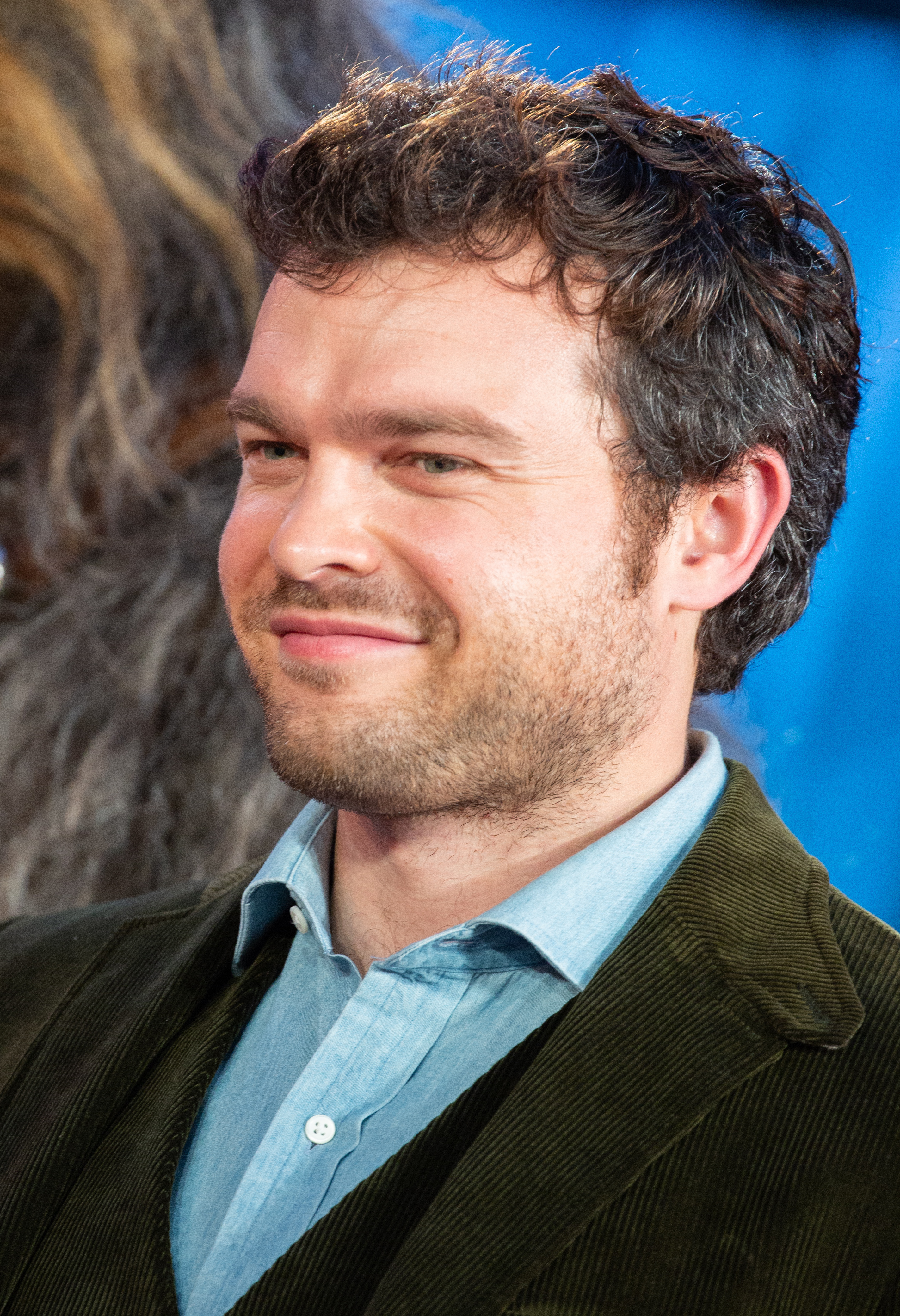
Alden Ehrenreich interpreta a versão jovem de Han Solo em Solo: A Star Wars Story (2018).

Em julho de 2015, a Lucasfilm anunciou que um dos filmes da série "Antologias" teria como tema o início da vida criminosa de Han Solo pouco antes de ele conhecer Luke Skywalker e Obi-Wan Kenobi em Mos Eisley. Kennedy anunciou que o filme seria lançado em 2018 e dirigido por Phil Lord e Christopher Miller enquanto ela própria seria produtora. Segundo os próprios produtores do filme, o enredo principal de Solo foi retirado do projeto não desenvolvido sobre Boba Fett abandonado anteriormente por Josh Trank. Neste mesmo mês, os atores Forest Whitaker e Jonathan Aris (que interpreta o Senador Jebel) foram adicionados ao elenco de Rogue One. No mês seguinte, a Entertainment Weekly confirmou que o filme que Trank estava cotado para dirigir seria realmente sobre Boba Fett, com lançamento previsto para 2018, mas que fora adiado para 2020. 
Em janeiro de 2016, uma lista de atores foi divulgada para o papel do jovem Han Solo, incluindo: Miles Teller, Ansel Elgort, Dave Franco, Jack Reynor, Scott Eastwood, Logan Lerman, Emory Cohen e Blake Jenner. Meses depois, a companhia anunciou que somente Reynor, Alden Ehrenreich e Taron Egerton ainda realizavam testes para o papel de protagonista. Eventualmente, Ehrenreich foi selecionado para o papel e as filmagens foram anunciadas por Lawrence Kasdan para início em janeiro do ano seguinte. Sobre o processo de seleção do elenco, Miller relatou que foi "um dos mais desafiadores elencos de todos os tempos" e afirmou que a produção realizou testes com mais de três mil atores para o elenco do filme.
Em junho de 2016, iniciaram várias semanas de reanálises e refilmagens de Rogue One.
Em agosto de 2016, Tony Gilroy tinha liderado as revisões de Rogue One, no lugar de Edwards, pois Gilroy estaria responsável por fazer versão final do filme tanto quanto Edwards, refazendo o fim do filme, que não estava como esperado, sob a direção de Edwards.
Em outubro de 2016, Tessa Thompson, Naomi Scott, Zoé Kravitz, Emilia Clarke, Kiersey Clemons, Jessica Henwick e, Adria Arjona, foram consideradas para a liderança feminina no Solo projeto, enquanto Donald Glover foi confirmado no papel do jovem Lando Calrissian.
Em novembro de 2016, Emilia Clarke foi confirmada como a liderança feminina. Neste mês, também foi finalizada a pós-produção de Rogue One.
Em janeiro de 2017, inicia as filmagens do Hans Solo projeto, sob a direção de Phil Lord e Christopher Miller, com a fotografia principal programada para iniciar o mês seguinte em Pinewood Studios.
Em fevereiro de 2017, Phoebe Waller Bridge entrou para o elenco pro Solo projeto, como um CGI semelhante ao dróide K-2SO de Rogue One de Alan Tudyk. Waller-Bridge e Thandie Newton foram confirmados, juntamente com o anúncio de que Joonas Suotamo seria Chewbacca, reprisando o papel em O Despertar da Força e em O Último Jedi, onde compartilhou com o ator original, Peter Mayhew.
Em março de 2017, Michael K. Williams entrou para o elenco do Solo projeto, atuando como uma criatura metade humana e metade animal. Também Ian Kenny se juntou ao elenco. Neste mês, iniciaram as filmagens do Hans Solo projeto na Pinewood Studio de Londres. Tendo Alden Ehrenreich como Hans Solo de 20 anos, Donald Glover como Lando Calrissian. Emilia Clarke, Woody Harrelson, Thandie Newton e Phoebe Waller-Bridge também estão no elenco.
Em junho de 2017, a dupla de diretores Phil Lord e Christopher Miller foram demitidos do Hans Solo projeto, após serem demitidos por "diferenças criativas" com a Lucasfilm, e Ron Howard assume a direção. A produtora Kathleen Kennedy não gostou do estilo improvisado de direção da dupla, desde o início da pré-produção, que às vezes não seguiam o roteiro. refilmagens foram programadas para o segundo semestre. Ator Warwick Davis foi confirmado como parte do elenco.
Em julho de 2017, John Powell foi anunciado como o compositor da trilha sonora do filme sobre Han Solo.
Em agosto de 2017, a produtora inicia a fase de desenvolvimento inicial para um filme sobre a história do mestre Obi-Wan Kenobi, em conversas com o diretor Stephen Daldry. Esta também, indica outros projetos que incluem um filme de Jabba the Hutt e também Boba Fett.
Em setembro de 2017, foi finalizada a pós-produção de Os Últimos Jedi.
Em outubro de 2017, o diretor Ron Howard confirmou o fim das filmagens de Han Solo projeto, e anunciou oficialmente o título, que seria Solo: Uma História Star Wars.
Em fevereiro de 2018, foi lançado o primeiro trailer da antologia Hans Solo.
Em março de 2018 a antologia de Solo passou por inúmeras refilmagens sob o comando de Ron Howard, mas sem modificação do roteiro.
Em maio de 2018, foi anunciado que o longa de Hans Solo terá estreia mundial no Festival de Cannes em 15 de maio, nove dias antes da estreia nos cinemas (dia 24 de maio no Brasil e em Portugal). Neste mês também foi lançado o segundo trailer da antologia.

## Equipe técnica
| Cargo               | Filme                                           | Filme                                           | Filme                                              |
| Cargo               | Rogue One (2016)                                | Solo (2018)                                     | The Mandalorian and Grogu (2026)                   |
| ------------------- | ----------------------------------------------- | ----------------------------------------------- | -------------------------------------------------- |
| Diretor             | Gareth Edwards                                  | Ron Howard                                      | Jon Favreau                                        |
| Produtor            | Kathleen Kennedy Allison Shearmur Simon Emanuel | Kathleen Kennedy Allison Shearmur Simon Emanuel | Kathleen Kennedy Jon Favreau Dave Filoni Ian Bryce |
| Roteirista          | Chris Weitz Tony Gilroy                         | Jonathan Kasdan Lawrence Kasdan                 | Dave Filoni                                        |
| Cinematografia      | Greig Fraser                                    | Bradford Young                                  | ASA                                                |
| Figurinista         | Dave Crossman Glyn Dillon                       | Dave Crossman Glyn Dillon                       | ASA                                                |
| Compositor          | Michael Giacchino                               | John Powell                                     | ASA                                                |
| Companhia produtora | Lucasfilm                                       | Lucasfilm                                       | Lucasfilm                                          |
| Distribuição        | Walt Disney Studios Motion Pictures             | Walt Disney Studios Motion Pictures             | Walt Disney Studios Motion Pictures                |